# Lola B98/10
 (février 2020).
Si vous disposez d'ouvrages ou d'articles de référence ou si vous connaissez des sites web de qualité traitant du thème abordé ici, merci de compléter l'article en donnant les références utiles à sa vérifiabilité et en les liant à la section « Notes et références ».
La Lola B98/10 est une voiture de course développée par Lola Cars en 1998. Elle a annoncé le retour de l'écurie dans les compétitions automobiles, à la suite de son rachat par Martin Birrane. Ce prototype a participé aux 24 Heures du Mans en tant que LMP900. 
Il s'agit de la première LMP d'une longue série, la dernière étant la Lola B12/80 de 2012. Elle a notamment été utilisée dans le film Michel Vaillant. Elle a été remplacée en 2000 par la Lola B2K/10.

## Histoire en compétition

### 24 Heures du Mans

#### 1999
La voiture est utilisée par trois écuries différentes : DAMS, Kremer Racing et Konrad Motorsport. Cependant, les voitures des trois écuries ont été contraintes à l'abandon.

#### 2000
La voiture est remplacée par la Lola B2K/10, qui est une évolution de la B98/10.

#### 2002
2002 est l'ultime édition des 24h du Mans à laquelle la Lola B98/10 participe. Engagée par l'écurie DAMS et spécialement décorée aux couleurs de l'écurie Vaillante pour le film Michel Vaillant, elle ne sera finalement pas classée pour ne pas avoir couvert plus de 70% de la distance parcourue par le vainqueur.